# Mugurel Buga
Mugurel Mihai Buga (Brașov, 14 aprile 1977) è un ex calciatore rumeno, di ruolo attaccante.

## Palmarès

### Club

#### Competizioni nazionali
- Liga II: 1

Brașov: 1998-1999
- Coppa di Romania: 2

Rapid Bucarest: 2005-2006, 2006-2007
- Supercoppa di Romania: 1

Rapid Bucarest: 2007